# Pasiphaea mclaughlinae
Pasiphaea mclaughlinae is een garnalensoort uit de familie van de Pasiphaeidae. De wetenschappelijke naam van de soort is voor het eerst geldig gepubliceerd in 2006 door Hayashi.